# Иген, Джек
Джек Иген (англ. Jack Egan, настоящее имя Фрэнк Джозеф Фойд (англ. Frank Joseph Floyd)) (27 мая 1878 — 15 марта 1950) — американский боксёр, участник летних Олимпийских игр 1904.
На Играх 1904 в Сент-Луисе Иген соревновался в лёгком (до 61,2 кг) и полусреднем (до 65,8 кг) весе.. В первом соревновании он выиграл серебряную медаль, а во втором — бронзовую.
Однако позже, когда выяснилось что Иген выступал под псевдонимом, он был лишён всех своих наград, так как по правилам организации, организовавшей олимпийские соревнования, спортсмены должны были выступать под собственными именами.